# Ophiothrix nociva
Ophiothrix nociva är en ormstjärneart som beskrevs av Jean Baptiste François René Koehler 1907. Ophiothrix nociva ingår i släktet Ophiothrix och familjen Ophiothrichidae. Inga underarter finns listade i Catalogue of Life.